# Electrocentrale Galați
Electrocentrale Galați este o companie producătoare de energie electrică și termoficare, aflată în proprietatea Termoelectrica.
Capacitatea instalată a centralei din complexul SC Electrocentrale Galați SA se ridică la 535 MW.
Centrala electrică este situată pe platforma combinatului siderurgic ArcelorMittal Galați.